# Rhianna
Ne doit pas être confondu avec Rihanna.
Rhianna Hannah Louise Kenny, plus connue sous le nom de Rhianna, est une chanteuse britannique de R'n'B née le 7 janvier 1983.

## Albums
- GetOn (2002)
- Rhianna (2006)
- The Fame (2012)[réf. nécessaire]